# مرد خانواده (پین‌بال)

دستگاه پین‌بال مرد خانواده یا میز پین‌بال مرد خانواده یک نوع میز پین‌بال بود که در سال ۲۰۰۷ و بر اساس سریال مرد خانواده عرضه شد.